# Mesta
Mesta (bułg. Места, gr. Νεστος – Nestos) – rzeka w południowo-zachodniej Bułgarii i w północnej Grecji
(Tracji), w zlewisku Morza Egejskiego. Długość – 273 km, powierzchnia zlewni - 5.749 km² (3.437 km² w Bułgarii, 2.312 km² w Grecji), średni przepływ - 29,85 m³/s (Chadżidimowo). 
Mesta powstaje z połączenia Białej i Czernej Mesty, których źródła znajdują się na wysokości 2240 m n.p.m. na południowych stokach wschodniej części gór Riła. Rzeka płynie na południe środkiem Kotliny Razłog między łańcuchem Pirynu a zachodnim skrajem Rodopów. Stopniowo Mesta zmienia kierunek na południowo-wschodni i koło wsi Godeszewo przecina granicę bułgarsko-grecką. W ujściowym odcinku, na nadmorskiej nizinie, formuje rozległą deltę. Uchodzi do Cieśniny Thasos, naprzeciwko wyspy o tej samej nazwie, do Morza Trackiego. Na wschodnim skraju delty leżało starożytne greckie miasto Abdera. Największym dopływem Mesty jest Dospat (lewy dopływ). 
Gospodarczo wykorzystywana do nawadniania.
Malowniczy 12-kilometrowy odcinek przełomów Nestosu (grecka nazwa tej rzeki) w Grecji stały się znaną atrakcją eko-turystyczną, wykorzystywaną zarówno dla pieszych, górskich wycieczek, z zapierającymi dech widokami, jak i do organizacji spływów kajakowych, do miejscowości Stathmos. Delta, rozpoczynająca się bezpośrednio poniżej i także wykorzystana eko-turystycznie, stanowi rezerwat wędrownego ptactwa, chroniony konwencją RAMSAR. 

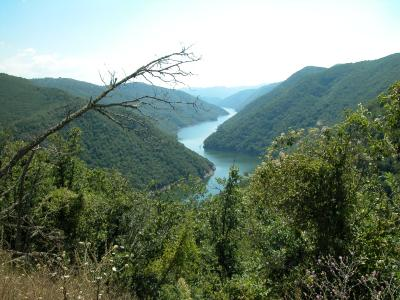
Mesta w bułgarskich Rodopach

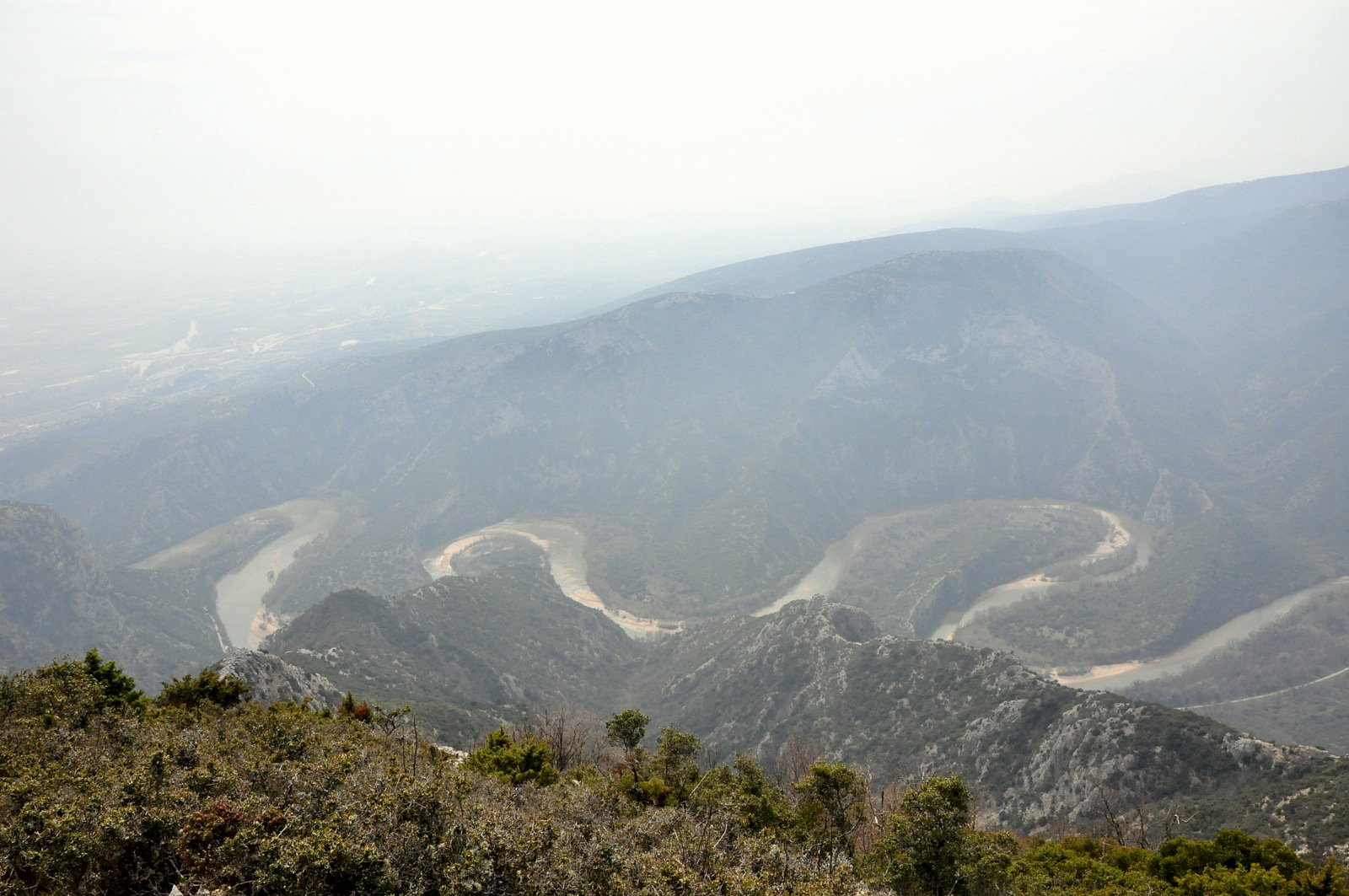
Przełomy Nestosu w Grecji